# Algis
Algis ist ein litauischer männlicher Vorname, Abkürzung von Algimantas oder Algirdas. Namensgeber ist eine Gestalt aus der litauischen Mythologie, ein Gottesbote bzw. Herold.

## Namensträger
- Algis Budrys (1931–2008), litauisch-US-amerikanischer Schriftsteller
- Algis Čaplikas (* 1962), litauischer Politiker, Umweltminister
- Algis Krupavičius (* 1961), litauischer Politologe, Professor
- Algis Norkūnas (* 1962), litauischer Richter
- Algis Oleknavicius (* 1947), deutscher Radrennfahrer
- Algis Rimas (1940–2010),  litauischer Politiker, Mitglied des Seimas
- Algis Vaičeliūnas (* 1964), litauischer General
- Algis Vaitkevičius (* 1972), Politiker, Vizebürgermeister der Rajongemeinde Vilnius
- Algis Žvaliauskas (*  1955), litauischer Politiker,  Verkehrsminister und -vizeminister sowie Bürgermeister von Marijampolė